# Yoshi (serie de jocuri)

Yoshi Touch & Go

Yoshi este o franciză media controlată de Nintendo și creată de Shigefumi Hino în anul 1991 (și-a sărbătorit cea de-a cincisprezecea aniversare pe 14 decembrie 2007). Personajul principal al acestor jocuri este un dinozaur foarte copilăros, pe nume Yoshi. În această serie și-au făcut debutul o mulțime de bebeluși, cum ar fi: Baby Mario, Baby Luigi, Baby Peach, Baby Bowser, Baby Wario și Baby Donkey Kong, fiecare dintre aceștia putând călări propriul său Yoshi, de o anumită culoare. Deși culoarea specifică a lui Yoshi este verde, cei din specia sa pot avea orice culoare a curcubeului.

## Jocuri video
Vezi: Lista jocurilor video Yoshi
Seria de jocuri video Yoshi este una dintre cele mai populare francize de platformă de la Nintendo. Shigefumi Hino, este responsabil, pe lângă Yoshi, și de personajelor din seria Pikmin, la care a lucrat în ultimii ani (mai ales la desing-ul grafic). Yoshi a apărut și în seria de jocuri Super Smash Bros., alături de alte personaje cunoscute de la Nintendo.
Informații
Yoshi a apărut mai întâi ca un personaj important în seria Mario, mai precis ca un mijloc de transport pentru simpaticul personaj mustăcios. Cei din specia Yoshi sunt adesea descriși ca având limbile lungi și lipicioase și abilitatea de a înghiți aproape orice, chiar și obiecte mai mari decât ei. Atunci când Yoshi înghite o ființă vie, acesta face automat un ou, din care creatura poate ecloza. Yoshi's Island: Super Mario Advance 3 este remake-ul jocului Super Mario World 2: Yoshi's Island de pe Super NES, pe Game Boy Advance. Anul trecut a fost creată prima continuare directă la Yoshi's Island pe Nintendo DS, jocul intitulându-se Yoshi's Island DS. 